# Gnoerichia buettneri
Gnoerichia buettneri Dahl, 1907 è un ragno appartenente alla famiglia Thomisidae.
È l'unica specie nota del genere Gnoerichia.

## Distribuzione
L'unica specie oggi nota di questo genere è stata rinvenuta in Camerun.

## Tassonomia
Degli esemplari originariamente descritti da Dahl non vi è più traccia, per cui questa specie, secondo alcuni autori, è da ritenersi di dubbia attribuzione.
Dal 1907 non sono stati esaminati altri esemplari, né sono state descritte sottospecie al 2014.